# Daidō-Toyosato (metropolitana di Osaka)
Daido-Toyosato (だいどう豊里駅?, Daido-Toyosato-eki) è una stazione della metropolitana di Osaka situata nell'area est della città.

## Stazioni adiacenti
| «                 | Servizio          | »                   |
| Linea Imazatosuji | Linea Imazatosuji | Linea Imazatosuji   |
| ----------------- | ----------------- | ------------------- |
| Zuikō Yonchōme    | Locale            | Taishibashi-Imaichi |